# George Rex Graham
Pour les articles homonymes, voir Graham.
George Rex Graham (1813-1894) est un journaliste, rédacteur en chef et entrepreneur d'une maison d'édition de Philadelphie, en Pennsylvanie. Il a fondé le journal Graham's Magazine à l'âge de 27 ans après l'achat du Burton's Gentleman's Magazine et l'Atkinson's Casket. Son journal devient vraiment populaire, et il est connu pour le paiement généreux de ses contributeurs.
Graham a travaillé avec des figures littéraires importantes comme Edgar Allan Poe ou Rufus Wilmot Griswold, et peut-être jeté des braises dans l'inimitié qui a opposé les deux hommes. Après la mort de Poe, Graham le défend contre les accusations et diffamations de Griswold.

## Vie et œuvre
Graham naît le 18 janvier 1813 ; son père est un marchand de bateaux qui a perdu la plus grande part de sa fortune au début du XIXe siècle. Graham est élevé par son homonyme et oncle maternel, George Rex, un fermier du comté de Montgomery (Pennsylvanie). À l'âge de 19 ans, Graham devient apprenti en ébénisterie avant de décider d'étudier le droit. Après son admission au barreau en 1839, Graham s'intéresse au monde de l'édition à une époque où Philadelphie prétend rivaliser avec New York comme capitale de l'industrie de l'édition des livres et des périodiques d'Amérique.

### Carrière d'éditeur

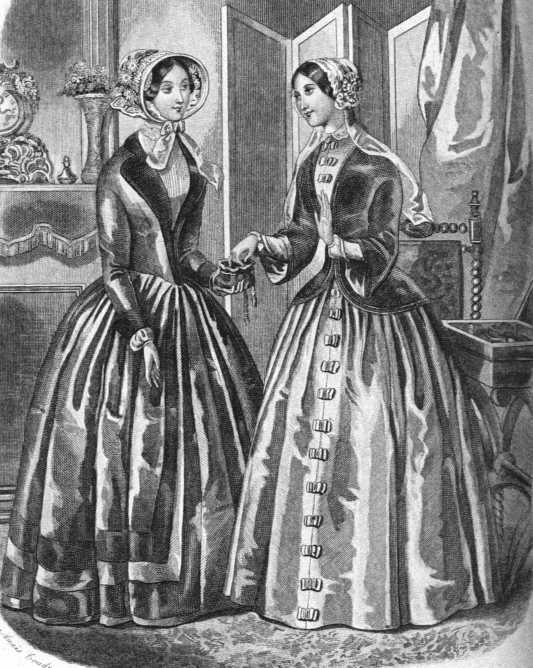
Gravure de mode d'une publication du Graham's Magazine en 1849.

Graham commence dans l'édition avec le Saturday Evening Post. Son propriétaire, Samuel C. Atkinson, annonce le 9 novembre 1839 la vente du Post à Graham et à John S. Du Solle. Il devient aussi le propriétaire de l'Atkinson's Casket. À l'âge de 27 ans, associe Graham ces petites publications avec le Burton's Gentleman's Magazine en décembre 1840. Ce magazine compte 3 500 souscripteurs, atteignant 5 000 lecteurs. Dans les premières années, le nombre passe à 25 000. Le succès est partiellement dû à la volonté de Graham d'intégrer de nouvelles gravures et illustrations à une époque où la plupart des mensuels réutilisent les vieilles plaques des autres magazines. Il paie également très bien des auteurs indépendants. En fait, dans les dernières années, une « page Graham » est le nouveau standard de paiement pour le travail des magazines.
Edgar Allan Poe est embauché comme rédacteur en chef et auteur en février 1841. Selon l'opinion générale, Poe et Graham connaissent un bon démarrage et ont de bonnes relations de travail. Poe est payé 800 $ par an, tandis que Graham revendique 25 000 $ de profits. Graham's Magazine est le premier à publier nombre des œuvres de Poe, notamment Double assassinat dans la rue Morgue et Le Colloque de Monos et Una. Poe quitte le magazine en avril 1842.
Graham embauche Rufus Wilmot Griswold, rival de Poe, comme nouveau rédacteur en chef. Griswold bénéficie d'un salaire de 1 000 $ par an, supérieur à celui de Poe, mettant un peu plus de venin dans l'animosité qui oppose les deux hommes. À son crédit, Griswold parvient à signer un contrat d'exclusivité, pendant un certain temps,  de Henry Wadsworth Longfellow avec le Graham's.
On prétend que Poe aurait offert la première publication du Corbeau' à Graham, qui aurait refusé. Il peut avoir donné 15 $ à Poe par charité amicale mais n'apprécie pas le poème. Graham tente de se faire bien voir auprès de Poe, peu après, en publiant l'essai la Philosophie de la composition (connu en France sous le titre de Genèse d'un poème), dans lequel Poe explique sa conception de l'écriture d'une œuvre à partir de l'exemple de son célèbre poème.
Après la mort de Poe, Graham le défend contre les attaques de Griswold. En mars 1850, il publie dans son magazine « Défense de Poe » et, quatre ans plus tard en février 1854, « le Génie et les caractéristiques du dernier Edgar Allan Poe ».
Graham et son magazine travaillent avec de nombreux autres auteurs, notamment William Cullen Bryant, James Fenimore Cooper, Nathaniel Hawthorne, James Russell Lowell et d'autres.
De 1849 à 1852, Graham publie le Sartain's Union Magazine avec John Sartain.

### Dernières années
À l'âge de 70 ans, Graham perd la vue bien qu'une opération la restaure partiellement. George William Childs l'assiste financièrement avant sa mort le 13 juillet 1894 à l'hôpital d'Orange (New Jersey). Il est inhumé au cimetière de Laurel Hill Cemetery à Philadelphie.